# Sonja Ziemann

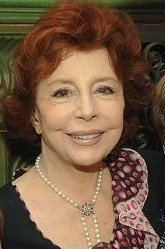
Sonja Ziemann, 2006

Sonja Alice Selma Toni Ziemann (* 8. Februar 1926 in Eichwalde bei Berlin; † 17. Februar 2020 in München) war eine deutsche Schauspielerin, Tänzerin und Sängerin. In den 1950er Jahren war sie, häufig an der Seite ihres Kollegen Rudolf Prack besetzt, eine der beliebtesten Schauspielerinnen Deutschlands. Zu ihren größten Erfolgen zählen die Heimatfilme Schwarzwaldmädel und Grün ist die Heide.

## Leben und Werk
Sonja Ziemann war eine Tochter von Alice Ziemann, geborene Hoffmann, und des Steuerberaters Otto Ziemann. Bereits im Alter von zehn Jahren begann sie eine Tanzausbildung an der Berliner Tanzschule von Tatjana Gsovsky und 1941 hatte sie ihre ersten Auftritte als Ballerina. Etwa gleichzeitig begann sie eine Ausbildung an der UFA-Schauspielschule. Ab 1942 übernahm Ziemann, die von dem Regisseur Peter Paul Brauer entdeckt worden war, erste kleine Filmrollen. Ihre ersten Filme waren Ein Windstoß (1942) und Die Jungfrau von Babelsberg (1941/1942). Noch während des Zweiten Weltkriegs drehte sie weitere Filme. Sie stand 1944 auf der Gottbegnadeten-Liste des Reichsministeriums für Volksaufklärung und Propaganda.
Nach Kriegsende konnte sie ihre Karriere mit Filmen wie Sag’ die Wahrheit (1946) und Herzkönig (1947), beide inszeniert von Helmut Weiss, fortsetzen.
Bekannt wurde Ziemann durch zahlreiche Filmerfolge in den 1950er Jahren, allen voran die Operettenverfilmung Schwarzwaldmädel (1950) und den Heimatfilm Grün ist die Heide (1951). Beide Filme lockten jeweils über 15 Millionen Zuschauer in die Kinos und wirkten stilbildend für das während dieser Zeit populäre Genre des Heimatfilms. Ziemann selbst wollte allerdings nie auf die Rolle des Schwarzwaldmädels festgelegt werden, da sie andere ihrer Filme mehr schätzte.
Eine Zeitlang galten Ziemann und ihr Schauspielerkollege Rudolf Prack, an dessen Seite sie in 10 Filmen auftrat, als ein Traumpaar des deutschen Films. Sonja Ziemanns Bekanntheitsgrad war so hoch, dass sie sich 1957 in Helmut Käutners Spielfilm Die Zürcher Verlobung selbst verkörperte. Um sich etwas von dem Image des „netten Mädels von nebenan“ zu lösen, spielte Ziemann 1958 eine ernstere Rolle in dem polnisch-deutschen Filmdrama Der achte Wochentag von Aleksander Ford nach der Erzählung von Marek Hłasko. Anschließend folgten für Ziemann Charakterrollen in Filmen wie Hunde, wollt ihr ewig leben? und Menschen im Hotel. Gelegentlich trat sie auch in internationalen Produktionen auf, etwa an der Seite von Richard Widmark in dem Spionagefilm Geheime Wege (1961) sowie in dem starbesetzten Kriegsfilm Die Brücke von Remagen (1969).
Nach 1970 war Ziemann nur noch gelegentlich vor der Fernsehkamera zu sehen, zuletzt 1997 in zwei Folgen der Fernsehserie Park Hotel Stern. Zudem hatte sie Theaterauftritte in Stücken von Frank Wedekind und Tennessee Williams.

## Privatleben

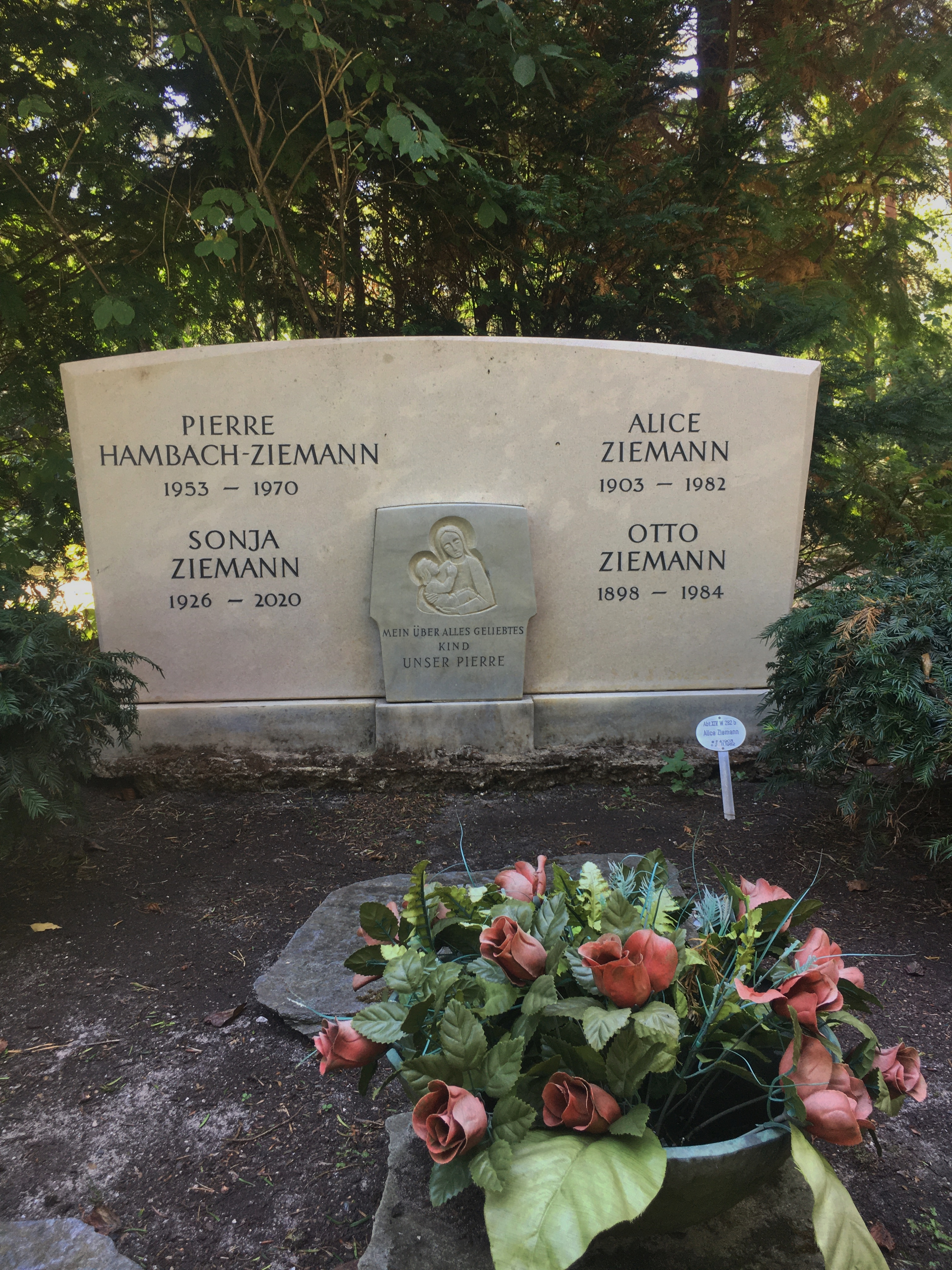
Familiengrabstätte Ziemann

Ziemann war evangelisch und dreimal verheiratet. Der ersten Ehe von 1953 bis 1956 mit dem Wiesbadener Strumpffabrikanten Rudolf Hambach entstammte ein Sohn namens Pierre, der 1970 im Alter von 16 Jahren an einem Tumor starb. Von 1961 bis 1968 war sie mit dem polnischen Schriftsteller Marek Hłasko verheiratet, den sie bei den Dreharbeiten zum Achten Wochentag kennengelernt hatte. Kurz nach der Scheidung starb er 1969 an einer Überdosis Schlaftabletten. Ihre dritte Ehe mit dem Schauspieler und Regisseur Charles Regnier hielt von 1989 bis zu dessen Tod im Jahr 2001.
Sonja Ziemann liebte Antiquitäten und lebte viele Jahre am Tegernsee in Bayern, in Lugano und St. Moritz in der Schweiz. 2006 war sie nach langer Zeit erstmals wieder in einer Talkshow, der ARD-Sendung Beckmann, zu Gast. 2011 wurde sie für den Dokumentarfilm Germaine Damar – Der tanzende Stern interviewt. Sie starb im Februar 2020 im Alter von 94 Jahren in einem Münchner Seniorenstift, wo sie zuletzt gelebt hatte. Ihre Grabstätte befindet sich auf dem Waldfriedhof Zehlendorf im Berliner Ortsteil Nikolassee (Feld 013–153).

## Filmografie

### Kino
- 1940: Der Schatz
- 1941: Ein Windstoß
- 1943: Die Jungfern vom Bischofsberg
- 1943: Geliebter Schatz
- 1943/44: Eine kleine Sommermelodie (UA: 1982)
- 1943/45: Freunde
- 1943/47: Spuk im Schloß
- 1944: Hundstage
- 1944/47: Liebe nach Noten
- 1944/48: Eine reizende Familie
- 1946: Allez Hopp
- 1946: Sag’ die Wahrheit
- 1947: Herzkönig
- 1948: Wege im Zwielicht
- 1949: Nichts als Zufälle
- 1949: Nächte am Nil
- 1949: Um eine Nasenlänge
- 1949: Nach Regen scheint Sonne
- 1950: Eine Nacht im Séparée
- 1950: Maharadscha wider Willen
- 1950: Schwarzwaldmädel
- 1950: Die lustigen Weiber von Windsor
- 1951: Schön muß man sein
- 1951: Die Frauen des Herrn S.
- 1951: Johannes und die 13 Schönheitsköniginnen
- 1951: Grün ist die Heide
- 1952: Die Diebin von Bagdad
- 1952: Alle kann ich nicht heiraten
- 1952: Muß das sein, Fräulein (Made in Heaven)
- 1952: Am Brunnen vor dem Tore
- 1953: Hollandmädel
- 1953: Christina
- 1953: Mit siebzehn beginnt das Leben
- 1953: Die Privatsekretärin
- 1954: Bei Dir war es immer so schön
- 1954: Meine Schwester und ich
- 1954: Die sieben Kleider der Katrin
- 1954: Große Star-Parade
- 1954: Der Zarewitsch
- 1955: Liebe ohne Illusion
- 1955: Ich war ein häßliches Mädchen
- 1955: Mädchen ohne Grenzen
- 1956: Das Bad auf der Tenne
- 1956: Dany, bitte schreiben Sie
- 1956: Opernball
- 1956: Kaiserball
- 1956: Nichts als Ärger mit der Liebe
- 1957: Frühling in Berlin
- 1957: Die große Sünde
- 1957: Frauenarzt Dr. Bertram
- 1957: Die Zürcher Verlobung
- 1958: Heimweh, Stacheldraht und gute Kameraden (Gli italiani sono matti)
- 1958: Tabarin
- 1958: Der achte Wochentag
- 1958: Texasmädel (Sérénade au Texas)
- 1959: Hunde, wollt ihr ewig leben?
- 1959: Liebe auf krummen Beinen
- 1959: Menschen im Hotel
- 1959: Abschied von den Wolken
- 1959: Strafbataillon 999
- 1959: Nacht fiel über Gotenhafen
- 1960: Affäre Nabob (Au voleur!)
- 1961: Geheime Wege (The Secret Ways)
- 1961: … denn das Weib ist schwach
- 1961: Verpfiffen (A Matter of WHO)
- 1961: Der Traum von Lieschen Müller
- 1961: Ihr schönster Tag
- 1962: Axel Munthe – Der Arzt von San Michele
- 1962: Der Tod fährt mit (Journey into Nowhere)
- 1964: Frühstück mit dem Tod
- 1964: 2 × 2 im Himmelbett (Halløj i himmelsengen)
- 1969: Die Brücke von Remagen (The Bridge at Remagen)
- 1969: Das ausschweifende Leben des Marquis de Sade (De Sade)

### Fernsehen
- 1958: Die Beklagte (Fernsehfilm)
- 1963: Curd Jürgens erzählt … (Die Frau an meiner Seite)
- 1965: Madeleine und Manouche (Fernsehfilm)
- 1965: Das Leben des Horace A. W. Tabor (Fernsehfilm)
- 1967: Josephine (Fernsehfilm)
- 1967: Liebesgeschichten (Fernsehserie, eine Folge)
- 1970: Alle hatten sich abgewandt (Fernsehfilm)
- 1970: Fröhliche Weihnachten (Fernsehfilm)
- 1971: Das Messer
- 1973: Der Kommissar (Fernsehserie, Folge 61: Der Geigenspieler)
- 1977: Das Biest (Fernsehfilm)
- 1996: Guten Morgen, Mallorca (Fernsehserie, eine Folge)
- 1997: Park Hotel Stern (Fernsehserie, zwei Folgen)
- 2011: Germaine Damar – Der tanzende Stern (DVD-Dokumentation)

## Theaterrollen (Auswahl)
- 1962: Eliza Doolitle in My Fair Lady (Musical, München)
- 1969: Lulu, in der Urfassung von Frank Wedekinds Erdgeist, und Die Büchse der Pandora[11]
- 1973: Endstation Sehnsucht von Tennessee Williams
- 1978: Die tätowierte Rose von Tennessee Williams, mit Götz George
- 1981: Mitglied des Zürcher Schauspielhauses
- 1982: Lady Windermeres Fächer (Kleine Komödie München)
- Sonstige Rollen: Baby Doe in Aufstieg und Fall des Horace A. W. Tabor (Zürich), Gräfin Coefeld in Cean (Berlin), Maggie in Nach dem Sündenfall (Zürich)

## Bücher
- Ein Morgen gibt es immer – Erinnerungen. Langen/Müller, München 1998, ISBN 978-3-7844-2647-1.

## Auszeichnungen
- 1950: Bambi für den Heimatfilm Schwarzwaldmädel
- 1984: Filmband in Gold (Bundesfilmpreis)
- 1990: Bambi